# Miguel Checa (distrito)
Miguel Checa é um distrito do Peru, departamento de Piura, localizada na província de Sullana.

## Transporte
O distrito de Miguel Checa é servido pela seguinte rodovia:
- PE-2, que liga o distrito de Paita à cidade de 26 de Octubre
- PI-102, que liga a cidade de Paita ao distrito de Sullana
- PE-1N, que liga o distrito de Aguas Verdes (Região de Tumbes - Ponte Huaquillas/Aguas Verdes (Fronteira Equador-Peru) - e a rodovia equatoriana E50 - à cidade de Lima (Província de Lima) [1][2][3]